# Sala 39
La Sala 39 (oficialment Oficina 39 del Comitè Central del Partit dels Treballadors de Corea, també anomenada Oficina 39, Divisió 39 o Oficina 39) és una organització secreta del partit de Corea del Nord que busca maneres de captar fons de divises estrangeres que puguin servir als líders del país.
Es calcula que l'organització aporta entre 500 milions i 1.000 milions de dòlars anuals o més i està involucrada en activitats il·legals, com ara la falsificació de bitllets de 100 dòlars, la producció de substàncies controlades (inclosa la síntesi de metamfetamina i la conversió d'⁣opi que conté morfina en opiacis més potents com heroïna) i el frau internacional d'assegurances.
La sala 39 és la més gran de les tres influents oficines anomenades Third Floor juntament amb l'Office 35 encarregada de l'intel·ligència i l'Office 38 que gestiona activitats financeres legals. Es creu que l'habitació 39 es troba a l'interior d'un edifici governant del Partit dels Treballadors a Pyongyang, no gaire lluny d'una de les residències del líder nord-coreà. Les tres oficines es van allotjar inicialment al tercer pis de l'edifici on hi havia l'oficina de Kim Jong-il, d'aquí el sobrenom de "Tercer pis".

## Història
La sala 39 ha estat descrita com l'eix de l'anomenada "economia de la cort" del nord centrada en la família dinàstica Kim.
Segons Kim Kwang-jin, el 1972, Kim Jong-il va crear el departament central del partit anomenat "Oficina núm. 39", que va rebre el nom del número arbitrari de l'oficina on va començar a operar. Inicialment, l'Oficina estava sota el Departament de Finances i Comptabilitat del Comitè Central del Partit dels Treballadors de Corea.
A principis de 2010, l'agència de notícies Yonhap de Corea del Sud va informar que Kim Dong-un, cap del departament, va ser substituït pel seu adjunt, Jon Il-chun.
El Chosun Ilbo va informar que la Sala 38, liderada per Kim Jong-il, es va fusionar amb la Sala 39 a finals de 2009, però totes dues es van tornar a dividir el 2010 a causa de les dificultats per obtenir moneda estrangera. La sala 38 gestiona els fons de la família Kim en negocis legals i actua com a organització davantera per a la sala 39.
El juliol de 2017, Chon Il-chun, primer vicedirector del departament del Comitè Central del partit i antic company de classe de Kim Jong-il era el líder de l'oficina.

## Finalitat i activitats
La sala 39 també participa en la gestió dels ingressos en divises dels hotels d'estrangers a Pyongyang, la mineria d'or i zinc i les exportacions agrícoles i pesqueres. Es creu que dirigeixen xarxes d'empreses il·legals i legals que sovint canvien de nom. El nombre d'empreses que es creu que estan controlades per la Sala 39, segons els informes, fins a 120 en un moment determinat, inclou Zokwang Trading i Taesong Bank. Molts dels 500 milions de dòlars d'exportacions tèxtils de Corea del Nord cada any tenen etiquetes falses "made in China" i es calcula que els salaris dels 50.000 treballadors nord-coreans que s'envien a treballar a l'estranger han afegit entre 500 i 2.000 milions de dòlars per any als ingressos de la Sala 39.
Un informe de 2007 publicat pel Projecte del Mil·lenni de la Federació Mundial d'Associacions de les Nacions Unides va dir que Corea del Nord guanya entre 500 i 1.000 milions de dòlars anuals amb empreses il·legals. Les operacions criminals que es dirigeixen a la sala 39 inclouen el tràfic de dòlars nord-americans falsos, el tràfic de Viagra falsa, l'exportació de la droga recreativa N-metilamfetamina i l'obtenció de petroli rus amb distribuïdors a Singapur. En algun moment, les transaccions i el comerç de l'Office 39 van assolir entre el 25 i el 50% del total de Corea del Nord.

El 2009, un informe del Washington Post va descriure un esquema global de frau d'assegurances del govern de Corea del Nord. La Korea National Insurance Corp (KNIC) de propietat estatal va buscar contractes de reassegurança amb reasseguradores internacionals i després va presentar reclamacions fraudulentes; els contractes es regien per la llei de Corea del Nord i les impugnacions legals van ser infructuoses. També es denunciaren falsificacions de documents.
També es creu que l'habitació 39 opera la cadena de restaurants de Corea del Nord a l'estranger anomenada Pyongyang.
El 2015, la Unió Europea va sancionar la Korea National Insurance Corporation (KNIC) i va afegir que KNIC tenia enllaços amb l'Office 39. Es va informar que KNIC (que tenia oficines a Hamburg, Alemanya i Londres, Regne Unit) tenia actius de 787 milions de lliures al Regne Unit el 2014 i havia participat en l'estafa dels mercats d'assegurances i en la realització d'inversions en propietat i divises. Thae Yong-ho, un diplomàtic nord-coreà que va desertar el 2016, va dir que Corea del Nord guanyava cada any "desenes de milions de dòlars" amb el frau d'assegurances.
Ri Jong Ho va ser president del Korea Kumgang Group que va formar una empresa conjunta amb un empresari xinès per dirigir una empresa de taxis a Pyongyang, el president d'una companyia naviliera de Corea del Nord i el cap d'una sucursal xinesa de Daeheung, i que també fundà una empresa nord-coreana comercial dedicada al marisc, carbó, transport marítim i petroli. En un article del diari del 2017, Ri va descriure com va evadir les sancions transferint diners en efectiu de la Xina a Corea del Nord amb vaixell i tren.
Una revisió de 2020 del Servei Nacional d'Intel·ligència va trobar que Korea Kaesong Koryo Insam Trading Corporation probablement era una façana de l'habitació 39.

## En la cultura popular
- La sala 39 apareix com un dels antagonistes del popular videojoc de 2005 Mercenaries: Playground of Destruction. En el joc, la sala 39 està dirigida per Dung Hwangbo (conegut com l'"As de Clubs"), l'antic ministre d'Afers Exteriors de Corea del Nord.
- Room 39 i els seus membres són els principals antagonistes de la cinquena temporada de la sèrie de televisió britànica-nord-americana Strike Back, Strike Back: Legacy. A la sèrie, estan dirigits pel tinent coronel Li-na (interpretat per Michelle Yeoh) i el tinent coronel Kwon (interpretat per Will Yun Lee), dos oficials d'alt rang de l'⁣Exèrcit Popular de Corea (l'exèrcit de Corea del Nord) que són responsable de liderar la sucursal tailandesa de Room 39 a Bangkok.

### Treballs citats
- Fischer, Paul. A Kim Jong-Il Production: Kidnap, Torture, Murder... Making Movies North Korean-Style.  Londres: Penguin Books, 2016. ISBN 978-0-241-97000-3.